# Saint-Paul-la-Coste
Saint-Paul-la-Coste település Franciaországban, Gard megyében. Lakosainak száma 327 fő (2022. január 1.). Saint-Paul-la-Coste Cendras, Saint-Jean-du-Pin, Saint-Sébastien-d’Aigrefeuille, Mialet, Saint-Martin-de-Boubaux és Soustelle községekkel határos.

## Népesség
A település népessége az elmúlt években az alábbi módon változott:
| Lakosok száma | 184  | 172  | 193  | 264  | 295  | 287  | 285  | 291  | 303  | 327  |
|               | 1968 | 1982 | 1990 | 2006 | 2013 | 2015 | 2017 | 2019 | 2020 | 2022 |